# Knockananna
Knockananna (Iers: Cnoc an Eanaigh) is een plaats in het Ierse graafschap County Wicklow.

## Geboren in Knockananna
- Órla Fallon (1977), zangeres en harpiste